# Margarita Gontcharova
Pour les articles homonymes, voir Gontcharov.
Margarita Alexandrovna Gontcharova (en russe : Маргарита Александровна Гончарова), née le 14 mars 1991 à Volsk (oblast de Saratov), est une athlète handisport russe concourant en T38 pour les athlètes ayant une infirmité motrice cérébrale.

## Biographie
Elle a une paralysie cérébrale due à une erreur médicale.
En 2015, lors des Championnats d'Europe, elle bat le record du monde du saut en longueur de 16 cm avec un saut à 5,22 m.

## Palmarès

### Jeux paralympiques
- Jeux paralympiques d'été de 2008 à Pékin :
  -  100 m T38
  -  200 m T38
- Jeux paralympiques d'été de 2012 à Londres :
  -  saut en longueur F37/38
  -  100 m T38
  -  4 × 100 m T35/38
  -  200 m T38
- Jeux paralympiques d'été de 2020 à Tokyo :
  -  400 m T38

### Championnats du monde
- Championnats du monde 2006 à Assen :
  -  100 m T38
  -  200 m T38
- Championnats du monde 2011 à Christchurch :
  -  100 m T38
  -  100 m T38
  -  4 × 100 m T35/38
- Championnats du monde 2013 à Lyon :
  -  saut en longueur T37/38
  -  200 m T38
- Championnats du monde 2015 à Doha :
  -  saut en longueur T38
  -  200 m T38
  -  400 m T38
  -  4 × 100 m T35/38
  -  100 m T38
- Championnats du monde 2019 à Dubaï :
  -  400 m T38
  -  saut en longueur T38